# Akawai
Akawai (Acawai, Akawaio, Kapon, Acewaio, Acawoio, Accawa, Akavais,  Akawoio,  Acahuayo, Capohn, Capong, Kapohn, Kapong, Wacawai), pleme američkih Indijanaca porodice Cariban nastanjeno duž rijeke Rio Mazaruni u Gvajani (3,700; u regiji Mazaruni i Potaro-Siparuni) i susjednim predjelima Brazila (600) i Venezuele (200). -Akawai nastanjuju kišnu šumu i sjedilačko su pleme koje se bavi lovom, sakupljanjem, ribolovom i agrikulturom. U ovaj kraj, računa se, doselili su se negdje oko 80. pr. Kr. kada su naselili otok Quartz na rijeci Mazaruni. Isto kao i Patamona sami sebe nazivaju Kapon. Najsrodniji su im Cariban pleme Uaica. Akawai se danas posvuda poistovječuju s Ingarikó Indijancima koji s na Greenbeg/McQuown listi posebno vode.

## Vanjske poveznice
- Akawaio Da Guiana
- AKAWAIO
- Indigenous Communities from Guyana  Arhivirana inačica izvorne stranice od 8. siječnja 2006. (Wayback Machine)